# 타운센드흙파는쥐
타운센드흙파는쥐 또는 타운센드주머니고퍼(Thomomys townsendii)는 흙파는쥐과에 속하는 설치류의 일종이다. 미국 북서부 지역의 토착종이다.

## 특징
타운센드흙파는쥐는 비교적 큰 고퍼로 꼬리 길이 6~10cm를 포함하여 몸길이는 22~29cm이다. 성숙한 타운센드흙파는쥐의 몸무게는 190~380g이고, 수컷이 암컷보다 상당히 크다. 다른 흙파는쥐처럼, 큰 머리와 짧고 근육질의 목, 작은 눈과 귀 그리고 짧은 다리를 갖고 있다. 땅을 팔 수 있는 강한 발톱의 앞발을 가진 반면에 뒷발은 뚱뚱하고 발바닥은 편평하다. 입 양쪽에 털이 늘어선 뺨 주머니를 가지고 있으며, 이 주머니에서 "주머니고퍼"라는 이름이 유래했다. 암컷은 8개의 젖꼭지를 갖고 있다.
몸 대부분은 회색빛 털이 덮여 있지만, 하체는 진한 황갈색을 띤다. 뺨에 흰 털 얼룩이 있고, 일부 개체는 머리에 흰 반점 자국도 갖고 있다. 꼬리는 거의 완전히 털이 없다. 뺨 또는 발의 흰 반점과는 별도로 거의 완전히 검은색을 띠는 흑색증을 가진 개체가 보고되기도 한다.

## 분포 및 서식지
타운센드흙파는쥐는 아이다호주 남부와 네바다주 북부, 오리건주 남동부, 캘리포니아주 북동부 인근 지역에서 발견된다. 강과 호수에 가까운 깊고 습기가 있는 흙을 가진 지역에서 서식하며 때로는 해발 1980m과 같은 고지에 살지만, 보통은 낮은 계곡 바닥에서 주로 서식한다. 인위적으로 관개된 농경지에서 많은 수의 개체가 발견되기도 한다. 인근 지역으로 서식지 확장은 염생초의 결여 또는 보타흙파는쥐와의 경쟁 등으로 제한을 받을 수 있다.
현재 2종의 아종이 알려져 있다.
- T. t. townsendii - 아이다호 주, 오리건 주의 말래 강과 지류
- T. t. nevadensis - 나머지 분포 지역의 전역

## 생태 및 습성
타운센드흙파는쥐는 염생초 뿌리-줄기를 주로 먹지만 다른 풀, 자주개자리, 그리고 감자와 같은 농작물을 포함한 다른 큰 뿌리 식물도 먹는다. 흔한 포식자로 원숭이올빼미를 포함하고 있으며, 타운센드흙파는쥐는 주로 새털이(Geomydoecus idahoensis)의 숙주로 간주되기도 한다. 1월 또는 2월경에 번식을 하는 것으로 추정되며, 한 번에 평균 7마리의 새끼를 낳는다. 무차별적으로 짝짓기를 하고, 암컷이 짝을 선택한다. 타운센드흙파는쥐와 보타흙파는쥐 사이의 잡종이 보고되기도 한다.
다른 흙파는쥐처럼, 타운센드흙파는쥐는 다 자란 이후에 땅 아래에서 대부분의 시간을 보낸다. 10~12cm의 폭으로 굴을 파고, 이는 무수히 많은 파낸 흙 무더기의 흔적을 통해 알 수 있다. 포식자로부터 보호하기 위해 보통 흙으로 굴 입구를 막는다. 번식기 외에는 홀로 지낸다.